# Balma de Puig-andreu
Balma de Puig-andreu és una Bauma de Mura dins del Parc Natural de Sant Llorenç del Munt i l'Obac
Es troba al costat del turó de la Creueta o el Puig-andreu, en terres del Puig de la Balma, a la cara nord, situada al peu de l'agulla rocosa que corona el turó. Per arribar cal agafar el camí cap al Puig de la Balma direcció al Coll de la Creueta.
Es tracta d'una balma de proporcions mitjanes. Conserva els murs de pedra de tancament de la part exterior de la balma; és una paret de pedra desbastada posada ordenadament i que tanca en angle pels dos costats, de manera que la paret de la balma fa les funcions de la paret de darrera de la construcció. Té dues finestres en forma d'espitlleres amb els muntants també de pedra, i conserva també els muntants de dues portes, una al mur nord i l'altra a l'est. Tot i que la major part de la construcció és de pedra seca, hi ha parts de les parets amb restes de morter de calç, tot i que de qualitat molt baixa, que ha fet que en algunes zones s'hagi malmès. Les pedres de la base dels murs són més grosses que en les parts altes. La coberta estaria feta amb branques, cosa que es pot deduir per la inclinació de la paret de llevant, destinada a adaptar una coberta. No hi ha vestigis de possibles bigues. No hi ha fonts o punts d'aigua al seu entorn, cosa que dificultaria la utilització com habitatge.
La zona de Sant Llorenç del Munt és geològicament, de conglomerats calcaris, fet que ha propiciat una gran formació de cavitats càrstiques que es van formar a l'Eocè inferior. Moltes d'aquestes cavitats han estat utilitzades com aixopluc al llarg dels temps, essent una de les primeres tipologies d'habitatges de la zona molt freqüent al terme de Mura. Moltes d'aquestes balmes conserven elements arquitectònics afegits consistents en murs que tanquen l'obertura de la balma per ocupar l'interior. Algunes han acabant desenvolupant un habitatge complex com el Puig de la Balma o el Peric, mentre que d'altres tan sols tenien unes poques parets per fer funcions d'aixopluc de persones i animals. Sembla que aquest fenomen s'iniciaria en època medieval.